# Vihreäsaari
Vihreäsaari (en français : l'île verte) est une île et un  quartier du district de Tuira de la ville d'Oulu en Finlande.

## Description
Le quartier, situé dans le delta du fleuve Oulu, à l'ouest du centre-ville, ne compte aucun habitants (31.12.2018).
Il est séparé de l'île Hietasaari par le détroit de Johteensalmi. 
Le quartier abrite le port pétrolier d’Oulu ouvert en 1963 et des installations de stockage de pétrole et de carburant de différentes sociétés.

## Galerie

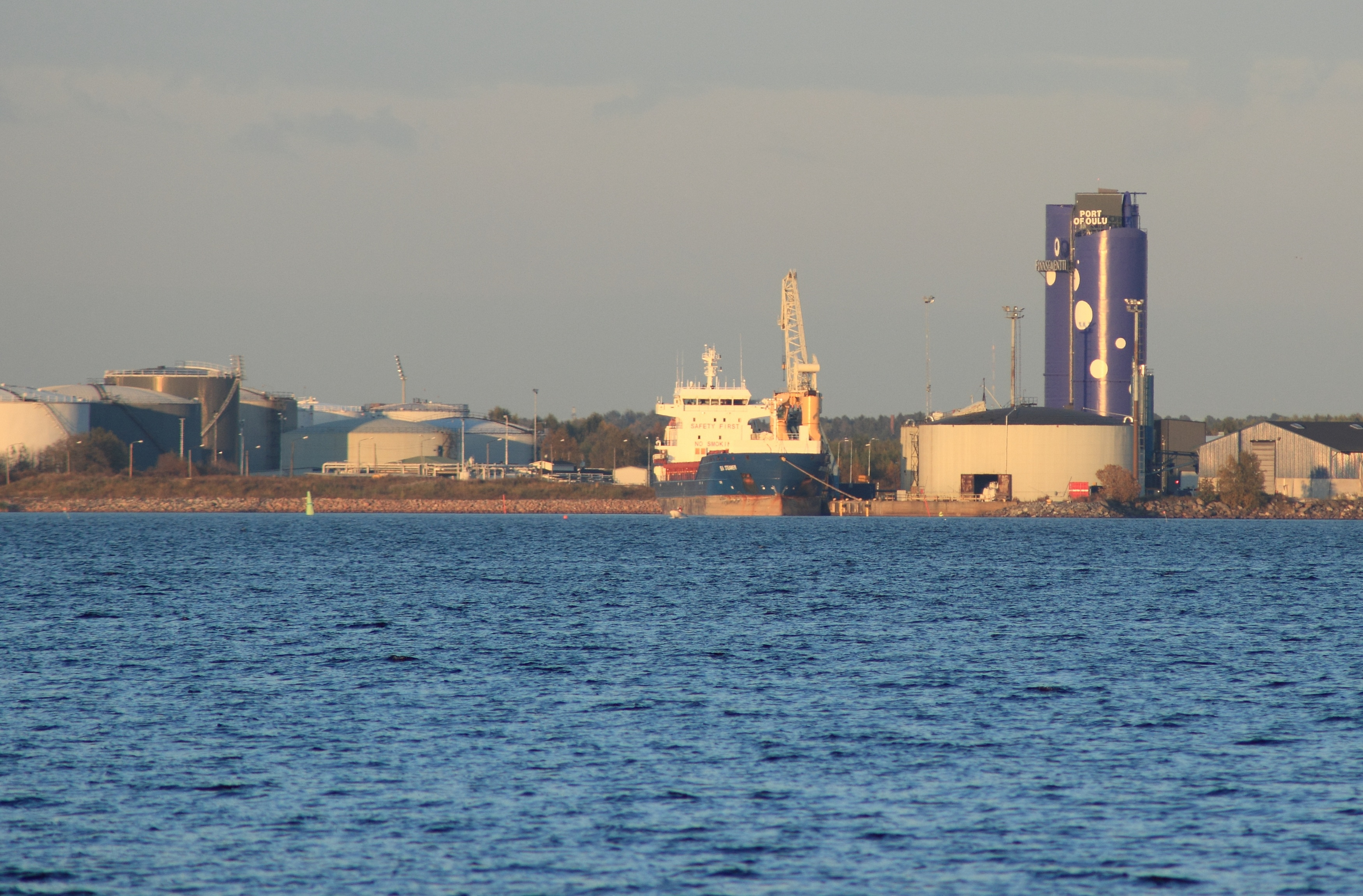
port de Vihreäsaari
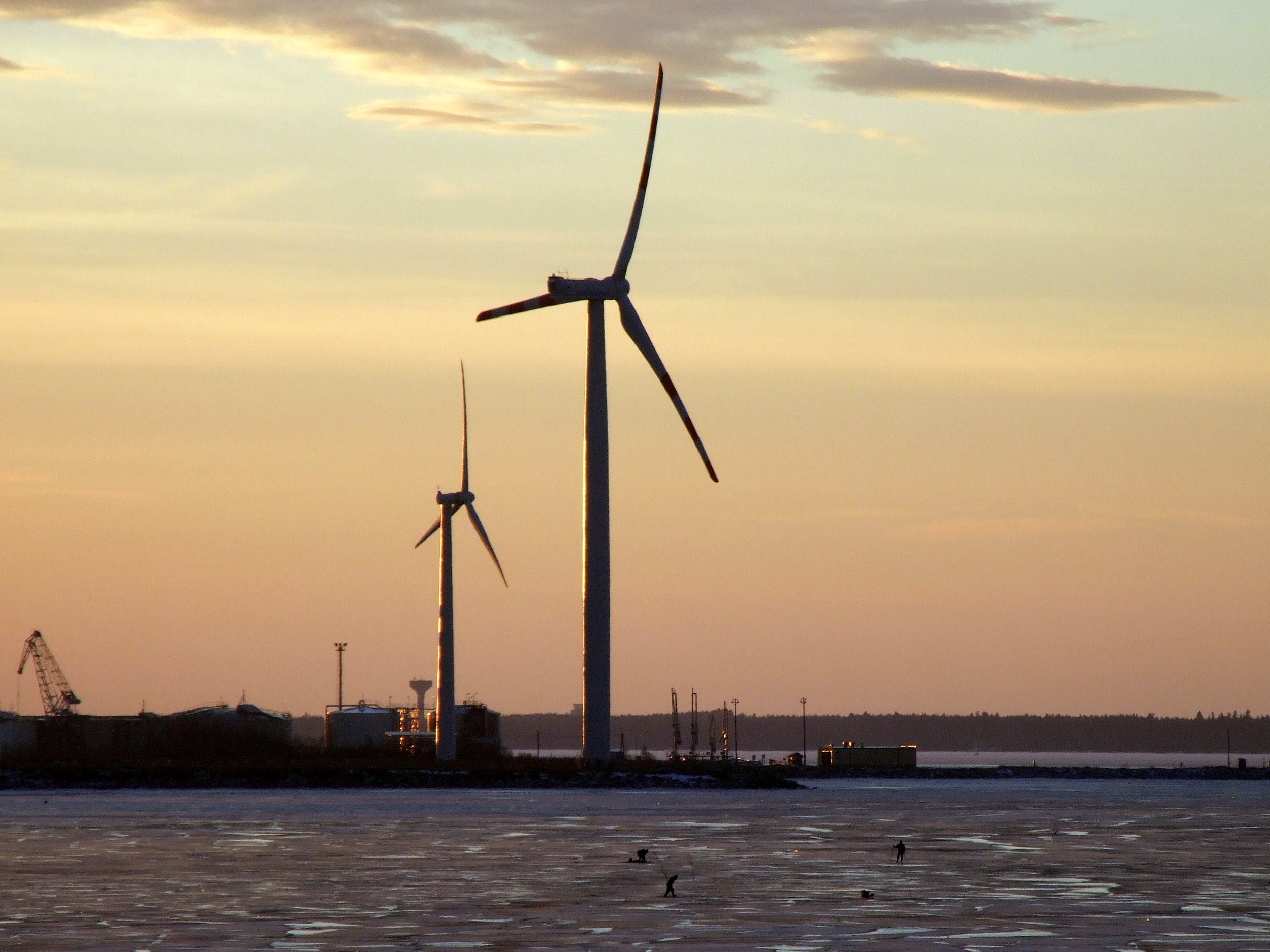
Éoliennes de Vihreäsaari.